# Вишнівське
Вишні́вське —  село в Україні,  у Бахмацькій міській громаді Ніжинського району Чернігівської області. До 2020 входило до складу Біловежівської сільської ради з центром у селі  Біловежі Перші.

## Історія
Знаходиться між історичними німецькими селами Біловежі Другі і Городок (зняте з обліку село). На мапі Шуберта 1868 року позначене як хутір Куропатський. Картографи неправильно записали назву хутора, біля Білих Веж знаходився хутір Скоропадського , або ж Скуропатського. 
В 1816 р. хутір Скоропадського, який називався Біловежський, належав Якову Петровичу Скоропадському (нар. 1796), штабс-капітану у відставці (1825), конотопському повітовому предводителю дворянства (1835),  мешканцю с. Гайворон, на хуторі проживало 7 осіб .
В 1859 році на Біловежському хуторі Борзнянського повіту, 2-й стан проживало 148 осіб . 
В 1901 році це був хутір Скоропадського Голінської волості Конотопського повіту, на якому проживало 107 жителів.
В 1924 році на хуторі Скоропадський Гайворонської сільради Дмитрівського району Конотопської округи було 45 господарств, проживало 200 жителів .
Через хутір проходила збудована німцями шосейна дорога-бруківка, яка з’єднувала село Біловежі Другі з Городком .
На мапі Вермахту 1929-1940 років та на мапі України 1933 року село позначене як Вишнівський.
Під час Голодомору 1932-1933 років в селі померло 2 особи.
Німецька окупація села тривала з 14 вересня 1941 року до 13 вересня 1943 року. Хутір звільняли бійці 2-ї гвардійської повітряно-десантної дивізії 18-го гвардійського стрілецького корпусу 60-ї армії.
Сучасну назву населений пункт отримав після Другої світової війни.
12 червня 2020 року, відповідно до розпорядження Кабінету Міністрів України № 730-р «Про визначення адміністративних центрів та затвердження територій територіальних громад Чернігівської області», увійшло до складу Бахмацької міської громади.
19 липня 2020 року, в результаті адміністративно-територіальної реформи та ліквідації Бахмацького району, село увійшло до складу Ніжинського району Чернігівської області.